# جولي انجلبرخت
جولي انجلبرخت (بالألمانية: Julie Engelbrecht )‏ (و. 1984  م) هي ممثلة تلفزيونية، وممثلة أفلام من ألمانيا، وفرنسا، ولدت في باريس.

## التعليم
تعلمت في جامعة هامبورغ للموسيقى والمسرح ‏.

## وصلات خارجية
- جولي انجلبرخت على موقع IMDb (الإنجليزية)
- جولي انجلبرخت على موقع ألو سيني (الفرنسية)
- جولي انجلبرخت على موقع أول موفي (الإنجليزية)
- جولي انجلبرخت على موقع قاعدة بيانات الفيلم (الإنجليزية)
- جولي انجلبرخت على موقع كينوبويسك (الروسية)